# Музей Гленбоу
 Музей Гленбоу  (англ. Glenbow Museum) — музей в місті Калгарі (провінція Альберта, Канада). Музей Гленбоу є одним з найбільших музеїв на заході Канади. Музей в основному займається документуванням історії освоєння і розвитку Західної Канади. Експозиція розмістилася в 20 залах загальною площею 8600 м². Музейна колекція налічує більше мільйона предметів.

## Історія
Інститут Гленбоу-Альберта був утворений в 1966 році, коли нафтовий магнат і меценат Ерік Л. Харві подарував свою обширну історичну колекцію народу Альберти. Розташований в центрі міста Калгарі через дорогу від Калгарі-Тауер. Інститут управляє музеєм Гленбоу, який відкритий для широкої публіки і в якому знаходиться не тільки його власна музейна колекція, але і дуже обширне зібрання творів мистецтва, бібліотека та архів.
Експозиція музею складається з 4-х основних розділів:
- Історія культури
- Етнографія
- Військова історія
- Мінералогія

## Історія культури
Колекція, присвячена історії культури, містить понад 100 тисяч предметів, що походять з багатьох куточків Землі. Ці предмети допомагають уявити життя у Західній Канаді з кінця XIX століття до наших днів. З їх допомогою можна побачити як люди заробляли собі на життя, як вони відпочивали, яким богам поклонялися, як вони одягалися і харчувалися. Колекція також включає в себе зразки кераміки з Альберти та Західної Канади, а також колекцію одягу, нумізматичну колекцію та колекцію, присвячену дослідженням Півночі.
Колекція живопису музею поділена на 3 розділу за часом написання картин — до 1914 року, з 1915 по 1969 рік, з 1970 року до наших днів. Найцікавішими роботами в колекції є:
- Френсіс Енн Гопкінс, «Каное в тумані, Верхнє озеро» (1869)
- Емілі Карр, «Серед ялиць» (1931)
- Джеймс Макдональд, «Озеро О'Хара в снігу»
- Джек Шедболт, «Геральдичні форми» (1931)
- Вільям Бредфорд, «Англійська арктична експедиція з пошуку Джона Франкліна»
- Теофіл Хамел, «Алфавіт»
- Томас Мартін, «Поїзд в горах»
- Джордж Агнью Рід, «Біля вікна» (1888)
- Ліонель Лемуана Фіцджеральд, «Композиція № 1» (1951)
- Максвелл Беннетт Бейтс, «Дівчина з жовтим волоссям» (1956)

## Етнографія
Етнографічна колекція включає близько 48 тисяч виробів, які використовувалися корінними народами Північної Америки (індіанцями і ескімосами), зокрема Північної рівнини, а також Північно-Західного узбережжя, Арктики і Субарктики, а також з деяких регіонів Південної Америки, Африки, Океанії та Азії.

## Військова історія
Колекція зброї включає близько 26 тисяч предметів, які охоплюють багато країн протягом майже п'яти століть, зокрема європейської, азійської та північноамериканської вогнепальної та холодної зброї. Також широко представлені японські обладунки та зброя, а також канадські медалі та ордени.

## Мінералогія
Велика колекція мінералів музею включає в себе мінерали та дорогоцінне й напівкоштовне каміння з усього світу, але переважають мінерали знайдені у Західній Канаді. Найцінніші екземпляри мінералів відібрані для виставки «Скарби мінерального світу», яка вельми популярна у відвідувачів різного віку. Експозиція виставки включає в себе мінерали, які світяться в темряві, пірити, які також називають «золотом дурнів», і кристали гірського кришталю всіх кольорів веселки.

## Архів і бібліотека
В архіві музею знаходиться більше 2 мільйонів фотографій, а також неопубліковані рукописи, записки, документи, листи і щоденники з історії Західної Канади. У бібліотеці музею знаходиться більше ніж 100 тисяч книг, періодичних видань, газет, журналів, каталогів і рідкісних карт, також з основним акцентом на Західну Канаду.

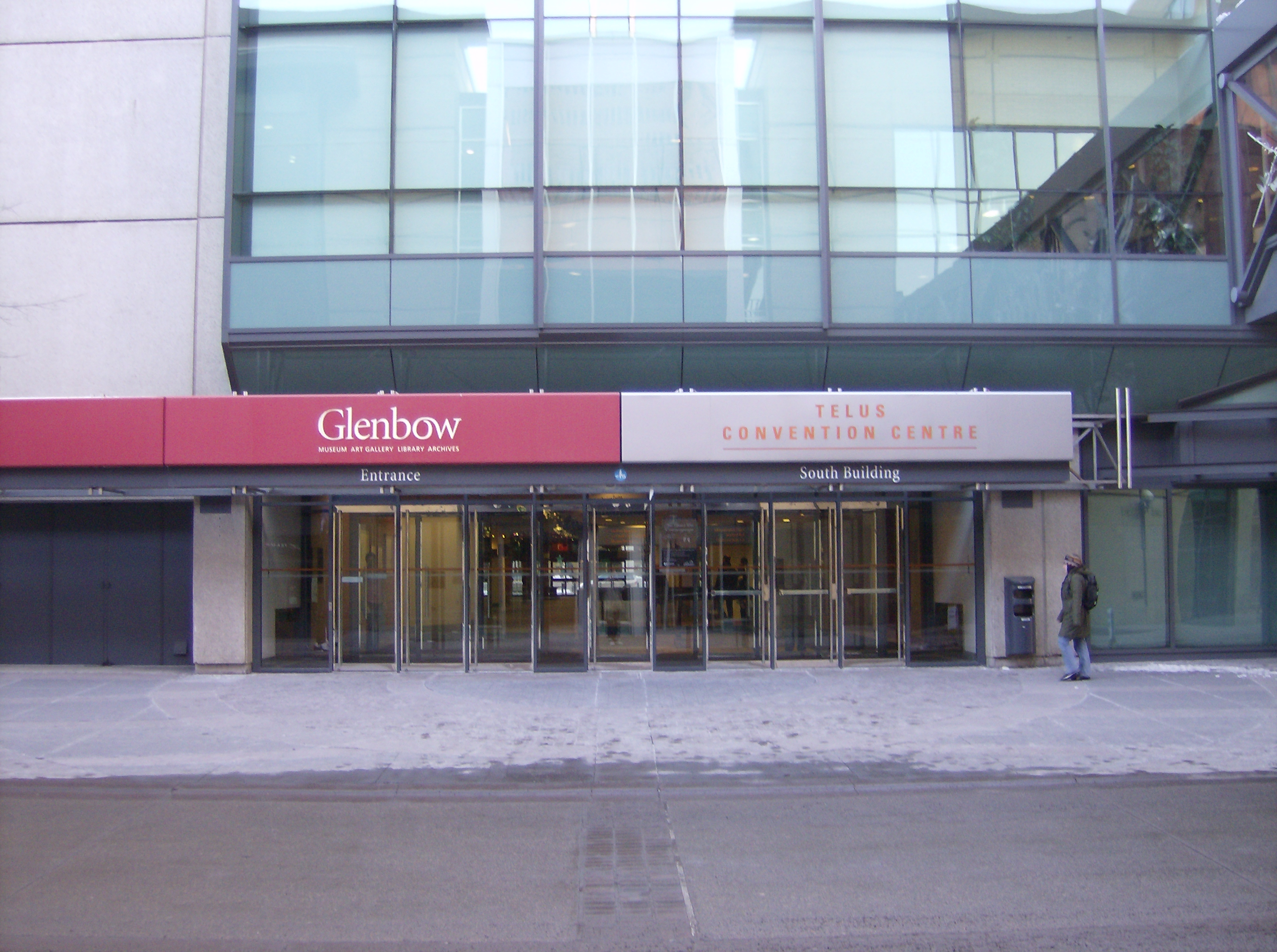
Головний вхід до музею
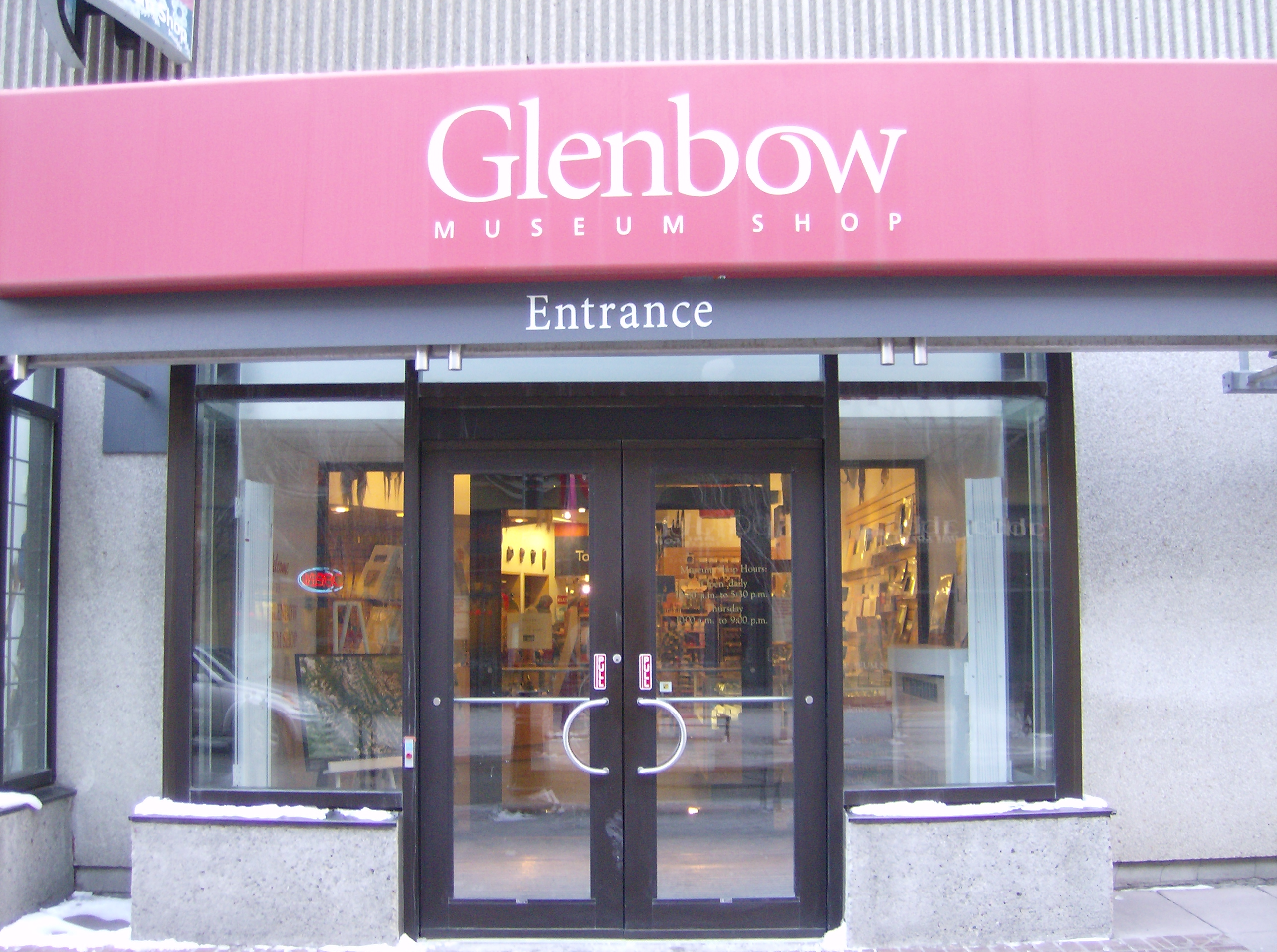
Вхід до музейної крамниці
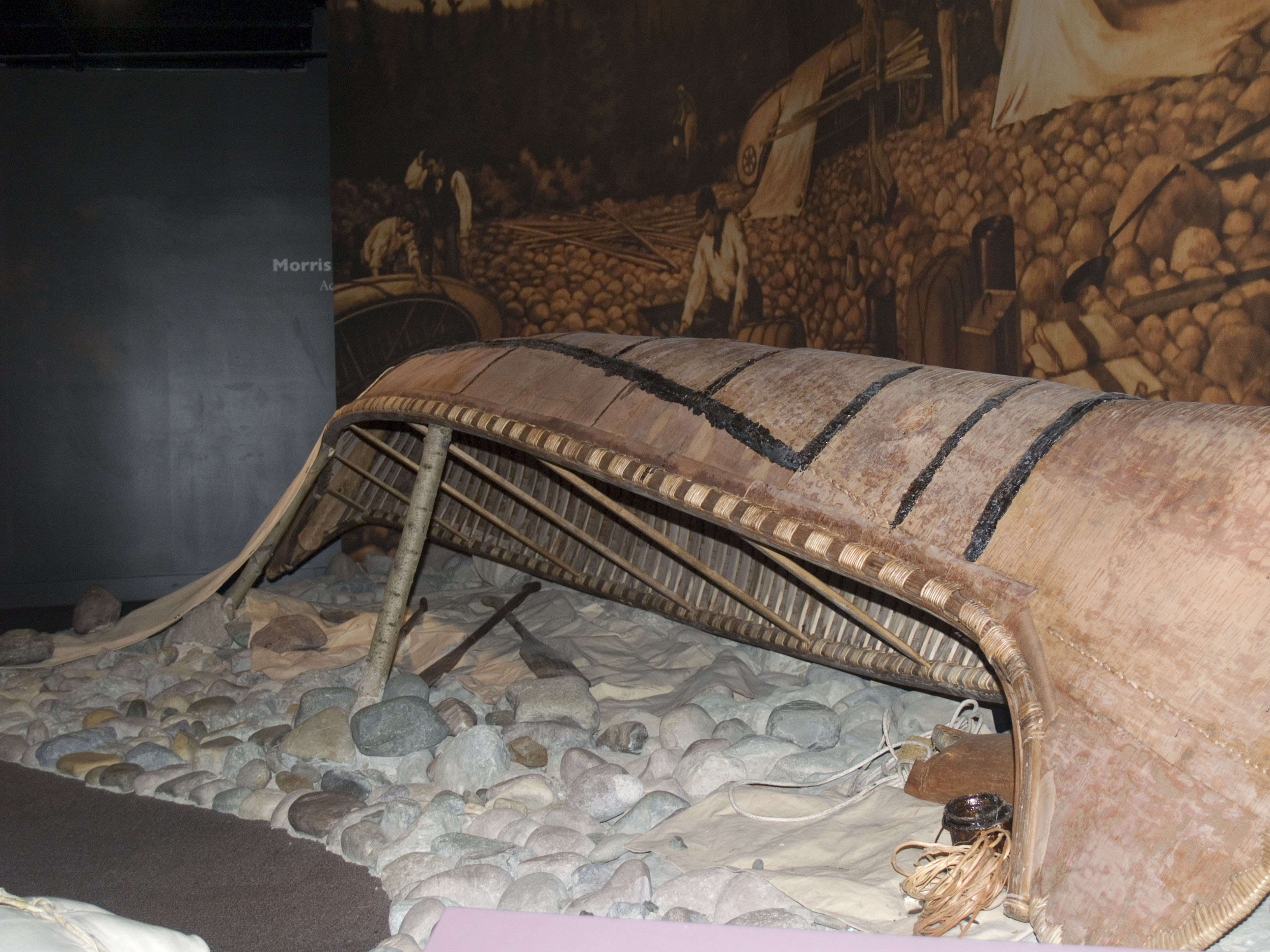
Індіанське каное в колекції музею